# María Dólina
María «Masha» Ivánova Dólina (en ucraniano: Марія Іванівна Доліна, en ruso: Мария Ивановна Долина; Sharovka, 18 de diciembre de 1922 - Kiev, 3 de marzo de 2010) fue una aviadora militar soviética, que sirvió como comandante del 125.º Escuadrón Aéreo «Marina M. Raskova» de bombarderos de la Guardia. Combatió principalmente en el Primer Frente Báltico durante la Segunda Guerra Mundial. El 18 de agosto de 1945 recibió el título de Heroína de la Unión Soviética.

## Biografía

### Infancia y Juventud
María Dólina nació el 18 de diciembre de 1922, en la pequeña localidad siberiana de Sharovka —actualmente situada en el raión de Poltavsky del  óblast de Omsk en Rusia. Dólina era la mayor de diez hermanos de una familia de campesinos ucranianos muy pobres. En 1932, después de que su padre perdiera una pierna en la guerra civil rusa (según la propia piloto, ambas piernas), la familia regresó a Ucrania a la región de Zaporozhie. Durante su infancia María sufrió muchas penalidades apenas tenían algo que comer y su ropa siempre estaba plagada de parches, sus primeras botas fueron gracias a una colecta que hicieron sus profesores después de que sufriera congelación en los pies. Vivían todos apiñados en una pequeña casa que ellos mismos habían construido con ladrillos de adobe. Cuando acabó el séptimo curso en la escuela primaria tuvo que abandonar los estudios y ponerse a trabajar para ayudar a la maltrecha economía familiar.
María empezó a volar en el club de vuelo de la asociación paramilitar OSOAVIAJIM (Unión de Sociedades de Asistencia para la Defensa, la Aviación y la Construcción Química de la URSS) con planeadores, siendo la mejor estudiante de la clase.
No podía ir a la academia de vuelo porque era dos años demasiado joven, por lo que el director de la escuela de vuelo solucionó el problema añadiendo dos años a su edad; dato que permanece en los registros oficiales. En 1940, se graduó en la Escuela de Vuelo de Jersón, justo antes de iniciarse la guerra, como teniente en la reserva. Entonces, ingresó en la Escuela Militar de Vuelo de Engels.

### Segunda Guerra Mundial
Antes de la invasión alemana del 22 de junio de 1941, María Dólina trabajaba como instructora en el club de vuelo de Níkopol, en la RSS de Ucrania. Al estallar la guerra, su primera tarea fue ayudar a evacuar a los aviones y destruir los hangares y el combustible del aeródromo para evitar que cayeran en manos alemanas y después cruzar el Dniéper con sus aeroplanos Polikarpov Po-2 en vuelo nocturno. Dólina y tres instructores del club de vuelo fueron capaces de destruir las instalaciones y entregar los aeroplanos sanos y salvos en un aeropuerto alejado de las tropas nazis. Después de cumplir dicha misión fue incluida en el 296.º regimiento de caza (al mando de Nikolái Baránov). Inicialmente voló con el Polikarpov Po-2, como enlace de las unidades de infantería. Posteriormente sería miembro de la tripulación del bombardero medio bimotor Petliakov Pe-2, del 587.º Regimiento Aéreo de Bombarderos, uno de los regimientos aéreos formados íntegramente por mujeres creados por Marina Raskova, en el invierno de 1941.
Dólina, que se describía a sí misma como impulsiva, se convirtió sin embargo en una de las mejores pilotos de su unidad, posteriormente bautizada como 125.º Escuadrón «Marina M. Raskova» de bombarderos en picado de la Guardia por su distinguida actuación de combate. Dólina voló misiones diurnas como asistente del comandante del escuadrón aéreo.
El 2 de junio de 1943 el avión de Dólina fue alcanzado por fuego de artillería antiaérea sobre Kubán antes de llegar a su objetivo, destruyéndose un motor y provocando un incendio. El caza de escolta de Dólina había desaparecido mientras que la perseguían cazas alemanes, pero ella continuó volando y consiguió realizar el bombardeo según estaba programado. Durante el vuelo de regreso, sin escolta de caza, fue atacada por seis cazas alemanes (dos FW 190 y cuatro Bf 109). La tripulación de Dólina reclamó haber abatido un FW 190 y un Bf 109. Tuvieron que hacer un aterrizaje de emergencia con el avión en llamas; el artillero, aunque estaba herido en una pierna, consiguió abrir la puerta y sacar a las dos mujeres (la otra era Galia Dzhunkóvskaia). Dólina pasó un mes en el hospital, con una herida en la columna vertebral que le causó dolores durante el resto de su vida.
Dólina realizó setenta y dos misiones bombardeando depósitos de munición alemanes, puntos fuertes, tanques, baterías de artillería, transportes ferroviarios y acuáticos y en apoyo de las fuerzas terrestres soviéticas, lanzando unos 45.000 kg de bombas sobre las posiciones alemanas. En seis batallas aéreas derribó tres cazas enemigos en grupo.

### Posguerra
Después de la guerra, se casó con el navegante del 124.º regimiento aéreo Vasili Melnikov, a quien conoció durante la guerra. Continuó sirviendo a la Fuerza Aérea Soviética, siendo segunda al mando de un regimiento de bombarderos. Desde 1950, vivió en la ciudad de Šiauliai (Lituania) y Riga (Letonia), donde trabajó en el Comité Central del Partido Comunista de Letonia y en el Comité de la ciudad de Riga del Partido Comunista Letón, hasta 1975.
En el Congreso de Veteranos de Guerra celebrado en Moscú el Día de la Victoria de 1990, habló tan apasionadamente sobre las mujeres veteranas de guerra que nadie osó interrumpirla durante sus 10 minutos de parlamento, aunque existía un tiempo límite de solo cinco minutos. Se dirigió al presidente Gorbachov en dos ocasiones, pidiéndole unas pensiones mayores en una muestra de convicción sin precedentes. Gorbachov le respondió levantándose en dos ocasiones, aplaudiendo y dando su aprobación. Las pensiones fueron incrementadas al día siguiente.
Fue miembro de la junta de la Sociedad de Amistad Republicana URSS-Francia, el Comité de Defensa de la Paz, desde 1975, miembro honorario del famoso regimiento Normandie-Niemen.
Vivió en Kiev desde 1983 hasta su muerte. En el 50 aniversario del final de la Segunda Guerra Mundial, Dólina fue promovida al rango de mayor por el presidente de Ucrania Leonid Kuchma, recibiendo el título de Ciudadana Honorífica de Kiev por el alcalde de la ciudad, Leonid Kosakivski, así mismo una escuela de Kiev recibió su nombre. Dólina participó en las celebraciones del Día de la Victoria de 2009 en Kiev.
Murió el 3 de mayo de 2010 en Kiev, a la edad de 87 años, y fue enterrada en el Cementerio de Baikove. Varias escuelas e institutos llevan su nombre.
El 17 de agosto de 2013, en el edificio del club de vuelo, donde anteriormente se encontraba la Escuela de Aviación Melitopol, donde estudió, se instaló una placa conmemorativa en honor de diecisiete pilotos soviéticos que estudiaron en esa escuela de aviación, entre los que se encuentran María Dólina.

## Promociones
- Subteniente (15 de octubre de 1942)
- Teniente (8 de julio de 1943)
- Teniente primero (22 de abril de 1944)
- Capitán (9 de abril de 1945)[1]

## Ensayos y artículos
María Ivánovna Dólina es autora de varios libros y artículos sobre su experiencia en la Segunda Guerra Mundialː
- Dólina. María (1962) - Salto de las llamas; en el cielo en primera línea. Moscú Guardia Joven
- Dólina. María (2010) - Hijas del cielo. Kiev. Dovira

## Condecoraciones
María Ivánovna Dólina recibió las siguientes condecoracionesː 
|  | Heroína de la Unión Soviética (N.º 7926; 18 de agosto de 1945)                   |
|  | Orden de Lenin (18 de agosto de 1945)                                            |
|  | Orden de la Bandera Roja, dos veces; (1 de julio de 1943 y 1 de julio de 1944)   |
|  | Orden de la Guerra Patria de 1.er grado; (11 de marzo de 1985                    |
|  | Medalla por la Defensa de Stalingrado                                            |
|  | Medalla por la Defensa del Cáucaso                                               |
|  | Medalla por la Conquista de Königsberg                                           |
|  | Medalla por la Victoria sobre Alemania en la Gran Guerra Patria 1941-1945 (1945) |
|  | Orden de Bogdán Jmelnitski (Ucrania; 14 de octubre de 1999)                      |